# Žďár
Žďár este o arie protejată (arie specială de conservare — SAC, sit de importanță comunitară — SCI) din Republica Cehă întinsă pe o suprafață de 19,16 ha, integral pe uscat.

## Localizare
Centrul sitului Žďár este situat la coordonatele 49°59′27″N 16°52′02″E / 49.990833°N 16.867222°E.

## Înființare
Situl Žďár a fost declarat sit de importanță comunitară în aprilie 2005 pentru a proteja 1 specie de plante. Situl a fost protejat și ca arie specială de conservare în iulie 2012.

## Biodiversitate
Situată în ecoregiunea continentală, aria protejată nu include niciun habitat protejat.
La baza desemnării sitului se află o specie protejată de  plante: Asplenium adulterinum.